# La caravane du Caire
La caravane du Caire ist eine Oper (Originalbezeichnung: „Opéra-ballet“) in drei (später vier) Akten des französischen Komponisten André-Ernest-Modeste Grétry. Das Libretto stammt von Étienne Morel de Chédeville. An dem Textbuch soll auch der Graf von Provence, der spätere König Ludwig XVIII. mitgewirkt haben. Die Uraufführung fand am 30. Oktober 1783 am Theater im Schloss Fontainebleau statt. Das Werk wurde dem Baron de Breteuil, dem Minister des königlichen Haushalts, gewidmet.

## Handlung

### Erster Akt
Eine Karawane ist auf dem Weg in die ägyptische Hauptstadt Kairo. Zu den Reisenden gehören auch der Sklavenhändler Husca und dessen Sklavin Zélime sowie deren Mann Saint-Phar, der ebenfalls versklavt ist. Husca will die hübsche Zélime auf dem Sklavenmarkt möglichst gut d. h. für viel Geld verkaufen. Als die Karawane von Arabern angegriffen wird bietet Saint-Phar Husca seine Hilfe im Kampf an. Als Gegenleistung fordert er seine Freilassung. Gemeinsam wehren sie dann den Angriff ab. Husca entlässt Saint-Phar in die Freiheit, während Zélime weiterhin seine Sklavin bleibt.

### Zweiter Akt
In seinem Palast in Kairo residiert der in Schwermut versunkene Pascha von Ägypten. Trotzdem rafft er sich auf um den Heldenmut des französischen Kapitäns Florestan zu würdigen, der ein Schatzschiff des Paschas während eines Sturmes gerettet hatte. Almaide, die Frau des Paschas, versucht diesen mit einem Tanz der Haremsdamen aufzumuntern. Der ebenfalls anwesende Husca und der Obereunuch Tamorin haben eine andere Idee um die Stimmung des Landesherren zu heben. Sie überreden ihn auf dem Sklavenmarkt die eine oder andere europäische Sklavin als Neuzugang für seinen Harem zu kaufen. Dort stellen sie dem Pascha einige Sklavinnen aus verschiedenen Ländern vor. Er entscheidet sich schließlich für Zélime. Saint-Phar ist darüber natürlich entsetzt und er gelobt seine Frau aus den Händen des Paschas zu befreien.

### Dritter Akt
Zurück im Palast des Paschas beklagt Florestan den vermeintlichen Tod seines Sohnes auf hoher See. Gleichzeitig erfährt Almaide von einer Verschwörung zur Befreiung von Zélime aus dem Harem. Da sie in der Neuerwerbung des Paschas ohnehin eine Rivalin für sich selbst sieht unterstützt sie diese Verschwörung. In der Zwischenzeit bereitet sich Florestan auf seine Abreise vor. Da erfährt er von dem inzwischen gescheiterten Fluchtversuch aus dem Harem. Er ist entsetzt, als er erfährt, dass die betroffene Sklavin eine Französin ist. Dann stellt sich auch noch heraus, dass Saint-Phar der vermeintliche tote Sohn von Florestan ist. Als der Pascha das alles erfährt lässt er gerührt Zélime frei. Der Familienzusammenführung steht nun nichts mehr im Weg.

## Orchester
Die Orchesterbesetzung der Oper enthält die folgenden Instrumente:
- Holzbläser: zwei Piccoloflöten, zwei Flöten, zwei Oboen, zwei Klarinetten, vier Fagotte
- Blechbläser: zwei Hörner, zwei Trompeten
- Pauken, Triangel, Tamburin(?)
- Harfe
- Streicher

## Weitere Anmerkungen

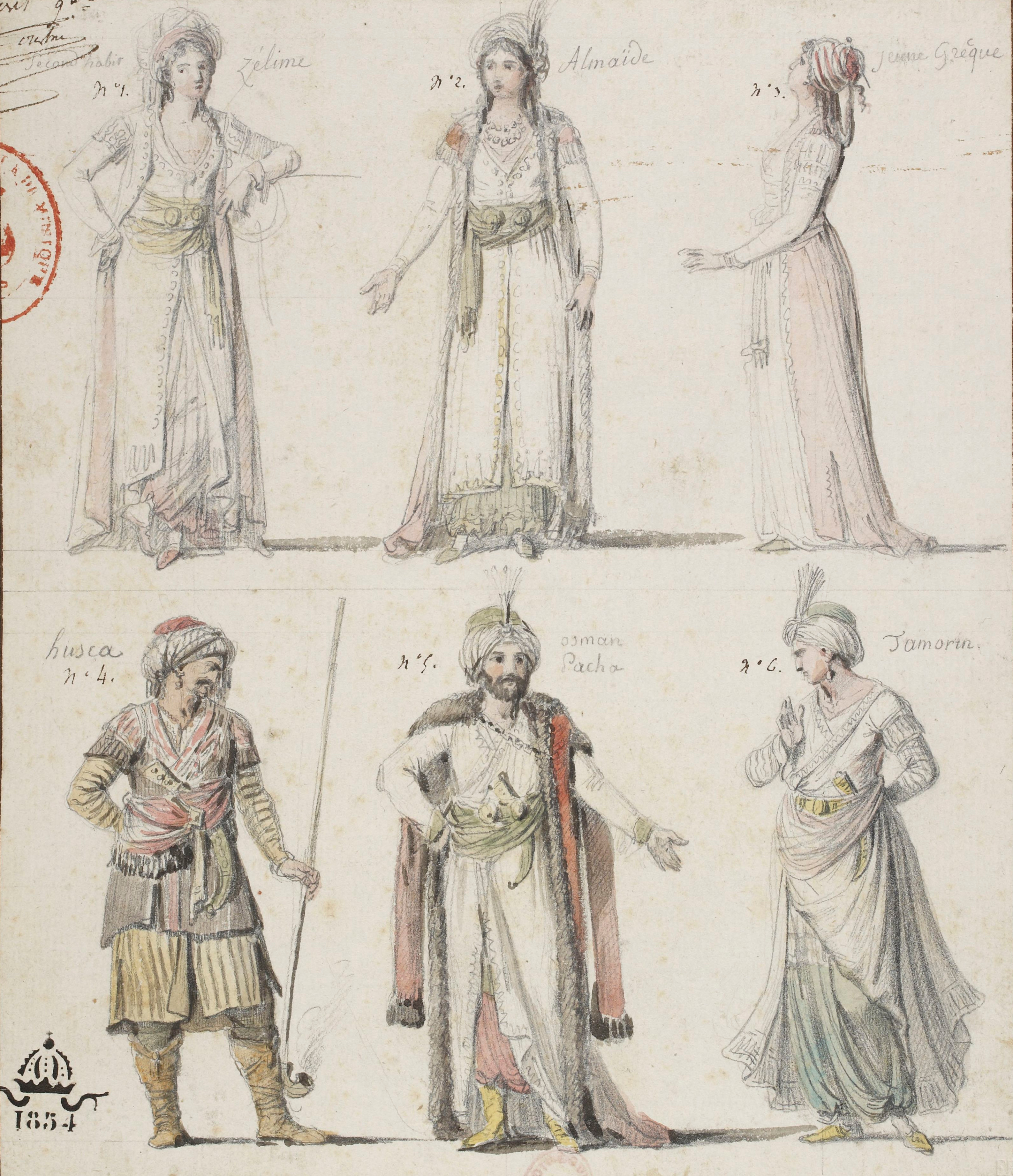
Kostümentwürfe von Jean-Simon Berthélémy, 1790

Die Uraufführung fand am 30. Oktober 1783 im königlichen Theater von Schloss Fontainebleau in Gegenwart von König Ludwig XVI. und Königin Marie Antoinette statt. Die Hauptrollen sangen Auguste-Athanase Chéron (Osman), Alexandrine-Adelaïde Gavaudan-Joinville „cadette“ (Almaïde), François Laÿs (Husca), Étienne Lainez (Saint-Phar), Marie-Thérèse Maillard (Zélime) und Henri Larrivée (Florestan).
Die Oper La caravane du Caire zählt zu den erfolgreichsten Werken des Komponisten. Bis 1829 fanden allein in Paris über 500 Vorstellungen statt. In der Oper sind Koloraturarien im italienischen Stil zuhören. Darüber hinaus kann man auch exotische Balletteinlagen bestaunen. Die Handlung entspricht dem Zeitgeist der 1780er Jahre. Damals wurden im Theater und in der Oper oft Themen aus der islamischen Welt aufgegriffen und verarbeitet. Man denke nur an Mozarts Die Entführung aus dem Serail. Der Handlungsablauf dieser beiden Opern ist auffallend ähnlich. Dauerhaften Erfolg von den beiden Opern hatte dann aber nur Mozarts Werk. La caravane du Caire verschwand dann im Lauf des 19. Jahrhunderts mehr und mehr aus den Spielplänen der Opernhäuser.

## CD-Einspielungen
Es gibt aus den Jahren 1991 und 2014 jeweils eine Einspielung auf einer Doppel-CD. Die musikalische Leitung hatte Marc Minkowski bzw. Guy Van Waas. Beide Aufnahmen wurden mit dem Choeur de Chambre (Kammerchor) de Namur, aber mit unterschiedlichen Orchestern gemacht. Die beim Label Ricercar 2014 herausgekommene Doppel-CD umfasst 58 Tracks. Unter Guy Van Waas singen und musizieren u. a. Katia Velletaz, Jennifer Borghi, Cyrille Dubois, Reinoud van Mechelen, Caroline Weynants und Les Agrémens (Orchester). Auf DVD bzw. Blu-ray wurde 2025 eine 2023 produzierte szenische Aufführung aus dem Opernhaus von Versailles veröffentlicht, Hervé Niquet leitete u. a. Le Concert Spirituel, die Inszenierung verantwortete Marshall Pynkoski.

## Digitalisate
- La caravane du Caire: Noten und Audiodateien im International Music Score Library Project
- Libretto (französisch), Paris 1783. Digitalisat bei Google Books